# Excentricidade (comportamento)
Excentricidade (também chamada de estranheza) refere-se a um comportamento não usual por parte de um indivíduo. Tal comportamento pode ser notado por ser muito incomum ou simplesmente desnecessário. A excentricidade é contrastada pelo comportamento normal, o meio quase universal pelo qual os indivíduos da sociedade resolvem problemas e superam determinadas adversidades na vida cotidiana. O conceito de excentricidade pode variar de acordo com a cultura local, dadas as diferenças de comportamento naturalmente encontradas em grupos étnicos geograficamente distantes. As pessoas que consistentemente exibem um comportamento benignamente excêntrico são rotuladas como "excêntricas".

## Etimologia

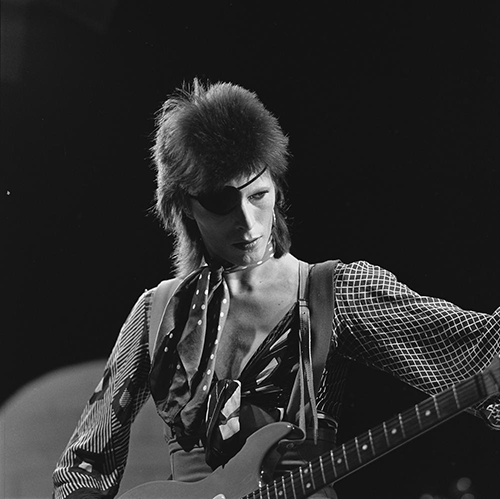
O artista inglês David Bowie têm sido referido como um proeminente excêntrico do séc. XX por suas personas e visuais.

Do latim medieval eccentricus, derivado do grego ekkentros, significando "fora do centro"; ek- ou ex- ("fora de") + kentron ("centro"). A palavra excêntrico apareceu escrita pela primeira vez em ensaios ingleses como um neologismo, em 1551, como um termo astronômico que significa "um círculo no qual a terra, o sol etc. se desvia de seu centro". Cinco anos depois, em 1556, foi utilizada uma forma adjetiva da palavra. Em 1685, a definição evoluiu do literal para o figurativo, e "excêntrico" é notado como ter começado a ser usado para descrever um comportamento não convencional ou estranho. Uma forma substantiva da palavra - pessoa que possui e exibe qualidades e comportamentos não convencionais ou estranhos - apareceu em 1832.

## Representações
A excentricidade é frequentemente associada a genialidade, superdotação intelectual ou criatividade. É possível notar o comportamento excêntrico do indivíduo como a expressão externa de sua inteligência única ou seus impulsos criativos. Nesse sentido, os hábitos do excêntrico são incompreensíveis, não porque são ilógicos ou derivem da loucura, mas porque se originam de uma mente de caráter singular, que rejeita conformismos com as normas sociais, tentativas de padronização e o discurso sistemático sobre a normalidade. O pensador utilitarista inglês John Stuart Mill (n. 1806) escreveu que "a quantidade de excentricidade em uma sociedade é geralmente proporcional à quantidade de genialidade, vigor mental e coragem moral que ela contém", e lamentou a falta de excentricidade como " o principal perigo do tempo ". Edith Sitwell (n. 1887) escreveu que a excentricidade é "muitas vezes uma espécie de orgulho inocente", dizendo também que gênios e aristocratas são chamados de excêntricos porque "não têm medo e não são influenciados pelas opiniões e pelos caprichos da multidão". A excentricidade também está associada à grande riqueza. O que seria considerado sinais de insanidade em uma pessoa pobre, poderia ser aceito como excentricidade em pessoas ricas.

## Comparação com ideias de "normalidade"

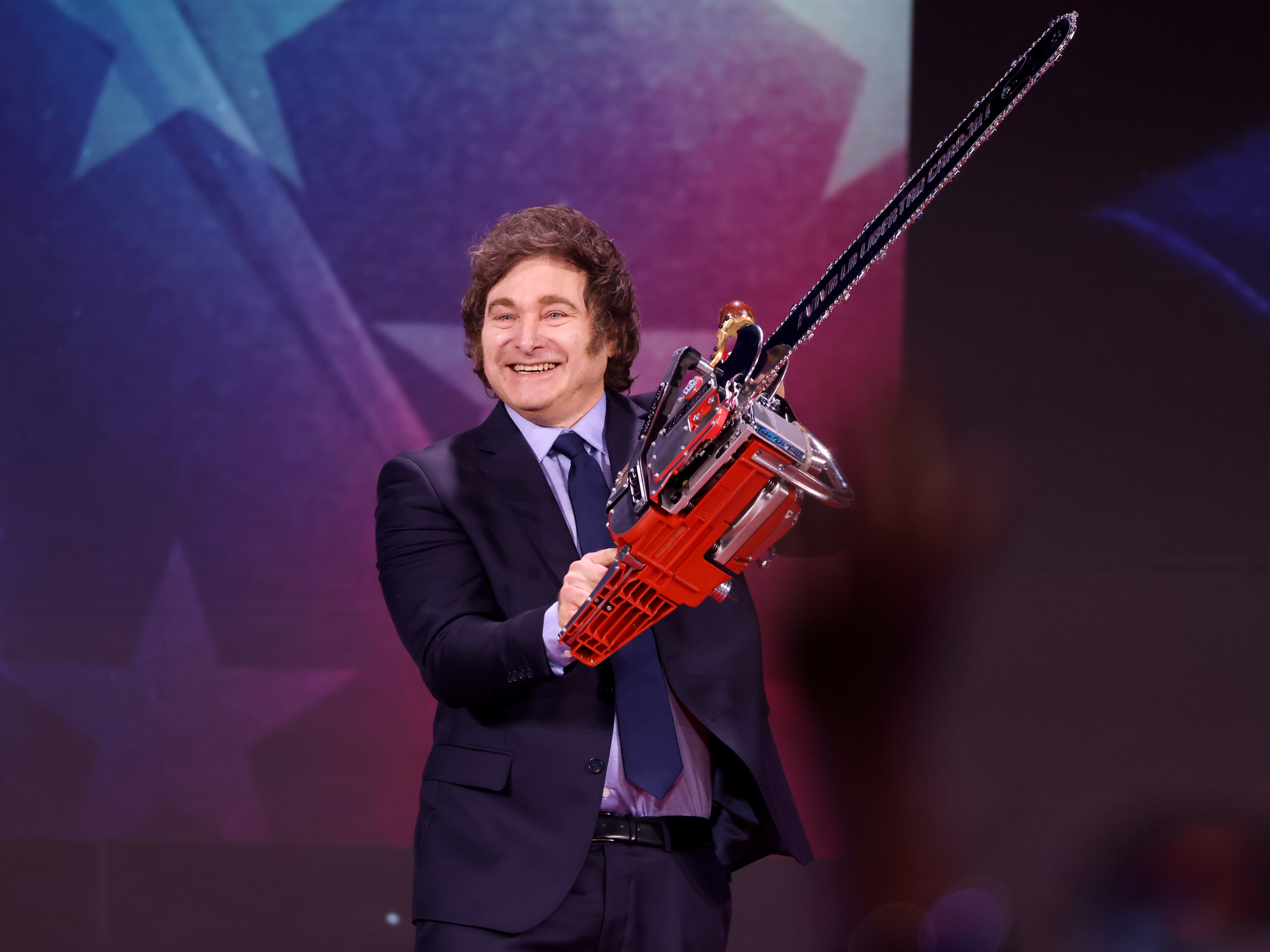
O presidente argentino Javier Milei, aqui segurando uma motosserra em 2025, conhecido por sua excentricidade, apelidado de "El Loco"

Uma pessoa que está simplesmente em uma situação de isolamento social ou "pensando fora da caixa" não é, pela definição mais estrita, um excêntrico, uma vez que (presumivelmente) ele ou ela pode ser comum pelas convenções de seu ambiente nativo.
Os excêntricos podem ou não compreender os padrões de comportamento normal em sua cultura. Eles simplesmente não se preocupam com a desaprovação da sociedade a seus hábitos ou crenças. Muitas das mentes mais brilhantes da história exibiram alguns comportamentos e hábitos incomuns.
Alguns excêntricos são considerados pejorativamente "excêntricos" em vez de gênios. Comportamento excêntrico é muitas vezes considerado caprichoso ou peculiar, embora também possa ser estranho e perturbador. Muitos indivíduos anteriormente considerados meramente excêntricos, como o magnata da aviação Howard Hughes, foram diagnosticados retrospectivamente como portadores de transtornos mentais (transtorno obsessivo-compulsivo no caso de Hughes).
Outras pessoas podem ter um gosto excêntrico por roupas, hobbies excêntricos ou coleções que buscam completar com grande energia. Elas também podem ter um jeito pedante e preciso de falar, misturado com um jogo de palavras inventivo.
Muitos indivíduos podem até mesmo manifestar excentricidades consciente e deliberadamente, na tentativa de se diferenciar das normas sociais ou aumentar o senso de identidade inimitável. Dados os estereótipos esmagadoramente positivos (pelo menos na cultura popular e especialmente com personagens fictícios) frequentemente associados à excentricidade, como detalhado acima, certos indivíduos procuram ser associados a esse tipo de caráter. No entanto, isso nem sempre é bem-sucedido, pois indivíduos excêntricos não são necessariamente carismáticos e o indivíduo em questão pode simplesmente ser dispensado pelos outros como apenas alguém buscando atenção.
A extravagância é uma espécie de excentricidade, relacionada à abundância e ao desperdício; uma espécie de hipérbole da forma convencional.

### Características
O psicólogo David Weeks acredita que enquanto as pessoas que possuem doenças mentais "sofrem" com seu comportamento, os excêntricos podem ser muito felizes na mesma condição. Ele até mesmo afirma que excêntricos são menos propensos a doenças mentais do que todos os outros grupos.
De acordo com o estudo do psicólogo, há várias características distintas que frequentemente diferenciam uma pessoa excêntrica saudável de uma pessoa normal ou de uma pessoa com doença mental. As cinco primeiras características da lista de Weeks são encontradas na maioria das pessoas consideradas excêntricas:
- Persistente inconformismo
- Criatividade
- Fortemente motivada por uma curiosidade extremamente poderosa e comportamento exploratório relacionado
- Um sentimento duradouro e distinto de diferença em relação aos outros
- Idealismo no sentido de querer tornar o mundo um lugar melhor e as pessoas nele mais felizes
- Desinteresse geral por companhia ou em opiniões de outras pessoas
- Um ou mais hobbies em que a pessoa é alegremente obcecada
- Grande disposição para falar e opinar
- Estado civil solteiro
- Filho único ou o mais velho.
- Hábitos incomuns de refeições e arranjos de vida incomuns
- Possuidor de um senso de humor malicioso
- Ortografia fraca
- Não são competitivos e não precisam ser tranquilizados pela sociedade ou por outras pessoas[14]